# IC 431
IC 431 è una brillante nebulosa a riflessione visibile nella costellazione di Orione.
Si individua con facilità circa mezzo grado a NNW della brillante Alnitak, la stella più meridionale del ben noto asterismo della Cintura di Orione; appare circondata da un gran numero di altre nebulose, in particolare dalla vicina IC 432, che appare pochi primi d'arco ad est, ed è illuminata da una stella catalogata come HD 37674, una stella bianco-azzurra di sequenza principale di classe spettrale B3V, la cui misura della parallasse, pari a 3,30±1,07 mas, fornisce un valore di distanza pari a circa 303 parsec (988 anni luce) dal sistema solare, che imprime ai gas della nebulosa un colore marcatamente bluastro. La regione di cielo in cui la nube fisicamente si trova è la medesima di quella di Alnitak, la quale potrebbe concorrere essa stessa all'illuminazione di tutti i gas circostanti, che appaiono di un colore azzurro pallido.
La regione è particolarmente ricca di nebulose a riflessione, collocate in massima parte fra Alnilam e Alnitak, che si sovrappongono ad altre regioni nebulose illuminate facenti però parte del Complesso nebuloso molecolare di Orione; queste nubi più remote sono in realtà delle nebulose a emissione associate a giovani stelle calde dai cui gas si sono formate (ossia regioni H II), e si trovano a circa 1500 anni luce dal Sole, dunque ben oltre la regione di Alnitak, che appare nella stessa direzione solo per un effetto prospettico. In particolare, la regione retrostante comprende alcune aree illuminate della grande nube oscura LDN 1630, che comprende la brillante Nebulosa Fiamma, illuminata da un giovanissimo ammasso aperto di circa 300 componenti, e la nube IC 434, su cui si sovrappone la Nebulosa Testa di Cavallo.